# 스코어 포

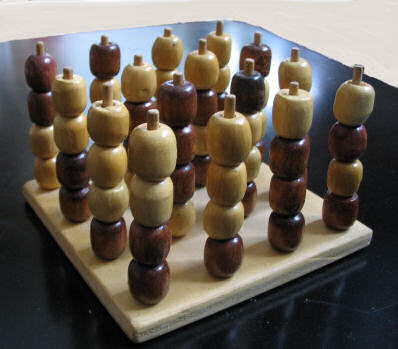

스코어 포(Score Four)는 커넥트포를 3차원화한 추상전략 보드게임이다. 사목(四目) 또는 입체사목게임등으로 번역되기도 한다. 가로 4칸, 세로 4칸인 정사각형형으로 배열된 막대를 위로 세워 한막대에 최대 4개까지 말을 꽂아넣어, 교대로 하면서 가로 세로 상하 대각선 4개를 만들면 이기는 게임이다.

## 같이 보기
- 커넥트포
- 큐빅 (보드 게임)
- 커넥트 4x4